# George Edmund Street
George Edmund Street (Woodford, Essex, 20 de junio de 1824 - Londres, 18 de diciembre de 1881), también conocido como G. E. Street, fue un arquitecto inglés, estilísticamente un destacado practicante del neogótico victoriano. Aunque fue principalmente un arquitecto eclesiástico, quizás sea más conocido como el diseñador de los Reales Tribunales de Justicia en el Strand de Londres.

## Primeros años
George Edmund Street era el tercer hijo de Thomas Street, un solicitor (abogado), y de su segunda esposa, Mary Anne Millington. Fue a la escuela en Mitcham alrededor de 1830, y luego a la Escuela Colegiada Camberwell, que dejó en 1839. Durante unos meses trabajó en el negocio de su padre en Philpot Lane, pero a la muerte de su padre se fue a vivir con su madre y hermana a Exeter. Allí sus pensamientos primero se volvieron hacia la arquitectura, y en 1841 su madre obtuvo un lugar para él como alumno en la oficina de Owen Browne Carter en Winchester. Luego trabajó durante cinco años como "improver" ("mejorador") con George Gilbert Scott en Londres.
Su primer encargo, realizada mientras todavía trabajaba para Scott, fue para el diseño de la iglesia de Biscovey, en Cornwall. En 1849 se instaló para la práctica profesional en una oficina propia. Gran parte de sus primeros trabajos, que incluyeron muchas restauraciones de iglesias, fueron en Cornwall.

## Carrera

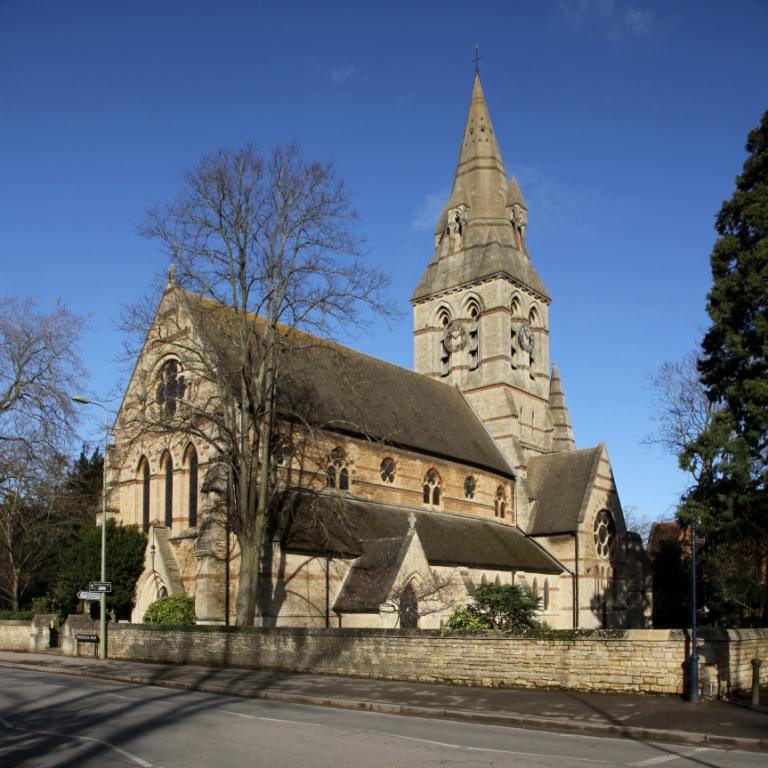
Antigua iglesia parroquial de San Philip y James en North Oxford, ahora el Centro de Oxford para los Estudios de Misión.

En noviembre de 1850, después de haber sido nombrado arquitecto de la diócesis de Oxford por el obispo Samuel Wilberforce, dejó Londres y se mudó a Wantage, donde ya había diseñado una vicaría, y estaba trabajando en algunas escuelas. En mayo de 1852 se fue a vivir a Beaumont Street, Oxford. Diseñó la iglesia parroquial de SS Philip y James en la ciudad, y otra en Summertown, además de restaurar muchas otras. Street construyó o restauró 113 iglesias en la diócesis de Oxford. Sin embargo, su único trabajo para la universidad fue la reordenación de la capilla del Jesus College. Su hijo Arthur Edmund Street sugirió que:

Posiblemente, la muy decidida adhesión de mi padre a la fase temprana del gótico, y el entusiasmo con el que argumentó que Oxford ya tenía suficientes tipos degradados, y debería volver a la pureza de las primeras formas, puede haber asustado a las autoridades.
Possibly my father's very decided adherence to the earlier phase of Gothic, and the eagerness with which he argued that Oxford had already enough of debased types, and should revert to the purity of the early forms, may have frightened the authorities.

Durante este período desarrolló su uso de la policromía en la construcción, en iglesias como All Saints, Boyne Hill. Maidenhead.
Al principio de su carrera, abogó por la idea de que los arquitectos deberían tener una participación práctica en la decoración de sus edificios, y el mismo pintó algunos murales en la iglesia de Boyne Hill. Sin embargo, con su creciente cantidad de negocios, pronto se dio cuenta de las dificultades de tal enfoque.
Permaneció en Oxford hasta finales de 1855, cuando regresó a Londres y se instaló en Montagu Place, Bloomsbury. En esa época participó en el concurso para diseñar la nueva catedral en Lille, ganando el segundo premio, detrás de un diseño de Henry Clutton y William Burges. Nuevamente quedó en segundo lugar tras Burges en otro concurso para diseñar la Iglesia Memorial de Crimea en Constantinopla, pero finalmente recibió el encargo. También presentó, sin éxito, esquemas góticos para el nuevo Ministerio de Asuntos Exteriores en Whitehall, y para una reconstrucción proyectada de la National Gallery.

### Revival gótico

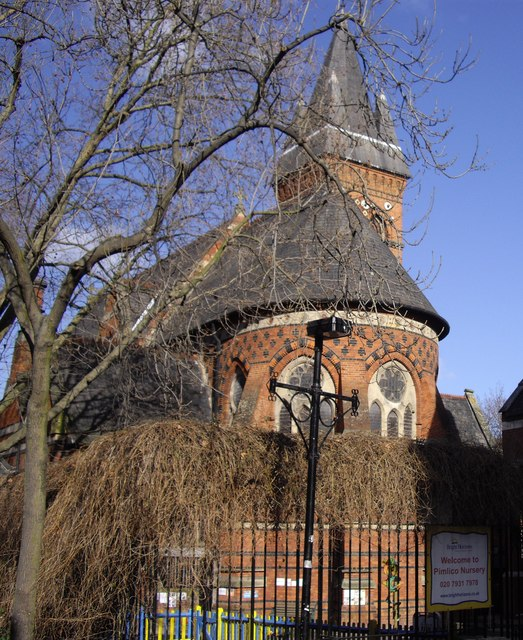
La iglesia de Santiago el Menor, Westminster; completado según diseño de Street en 1861

Street fue un miembro activo de la Ecclesiological Society (Sociedad Eclesiológica). Desde temprana edad había estado interesado en los principios de la arquitectura gótica e hizo frecuentes visitas para estudiar y dibujar la arquitectura gótica en toda Europa. Fue un dibujante excepcional, y en 1855 publicó una obra muy cuidadosa y bien ilustrada sobre The Brick and Marble Architecture of Northern Italy [La arquitectura de ladrillo y mármol de Italia septentrional], y en 1865 un libro sobre The Gothic Architecture of Spain [La arquitectura gótica de España]. Estas obras inspiraron el uso generalizado de la policromía en la construcción por parte de los arquitectos británicos, a veces burlados como "The Streaky Bacon Style".
En la iglesia de Santiago el Menor, en la calle Thorndike, Westminster (1858-1861), Street usó ladrillo rojo, con decoración de ladrillo negro interior y exteriormente, y le dio a la iglesia una torre alta, cuadrada, similar a un campanario, cuyo techo estaba basado en un modelo genovés. Charles Locke Eastlake, escribiendo en 1872, vio esto como un excelente ejemplo de la «revuelta del estilo nacional [inglés]» que estaba ocurriendo entre los arquitectos del neogótico en ese momento, al menos en parte inspirados por el entusiasmo de John Ruskin por la arquitectura medieval del norte de Italia, y por la publicación del exhaustivo Dictionnaire raisonné de l'Architecture Française du XIe au XVIe Siècle de Viollet-le-Duc:

Aquí, el carácter completo del edificio, ya sea que consideremos su planta, sus características distintivas, su decoración externa o interna, es eminentemente no inglés. Incluso los materiales utilizados en su construcción y el modo en que se ilumina fueron novedades. La torre separada con su pintoresca aguja modelada, su campanario rico en ladrillos ornamentales y jefes de mármol, el ábside semicircular y cuasi-transeptos, la tracería de placas, las buhardillas insertadas en el clerestorio, el tratamiento pintoresco de la galería de la nave, el vigor audaz de la talla, la decoración cromática del techo, todos muestran evidencia de una sed de cambio que Mr. Street podría satisfacer sin peligro, pero que traicionó a muchos de sus contemporáneos a la intemperancia.
Here the whole character of the building, whether we regard its plan, its distinctive features, its external or internal decoration is eminently un-English. Even the materials used in its construction and the mode by which it is lighted were novelties. The detached tower with its picturesquely modelled spire, its belfry stage rich in ornamental brick-work and marble bosses, the semicircular apse and quasi-transepts, the plate tracery, the dormers inserted in the clerestory, the quaint treatment of the nave arcade, the bold vigour of the carving, the chromatic decoration of the roof—all bear evidence of a thirst for change which Mr. Street could satisfy without danger, but which betrayed many of his contemporaries into intemperance.

Dos características que le gustaban especialmente a Street eran el ábside redondo y las ventanas con campanario (louvred belfry windows).
Alexander Lindsay, 25º conde de Crawford encargó a Street en 1867 el diseño de la Biblioteca y de una Capilla en los trabajos de ampliación realizados en Dunecht House, Aberdeenshire.
En 1868 Street se convirtió en arquitecto diocesano de Ripon, además de los puestos similares que ya ocupaba en las diócesis de York y Oxford, y a los que posteriormente se agregó Winchester. También fue nombrado arquitecto de la catedral de York en esta época y, más tarde, de las catedrales de Salisbury y Carlisle.

## Obras

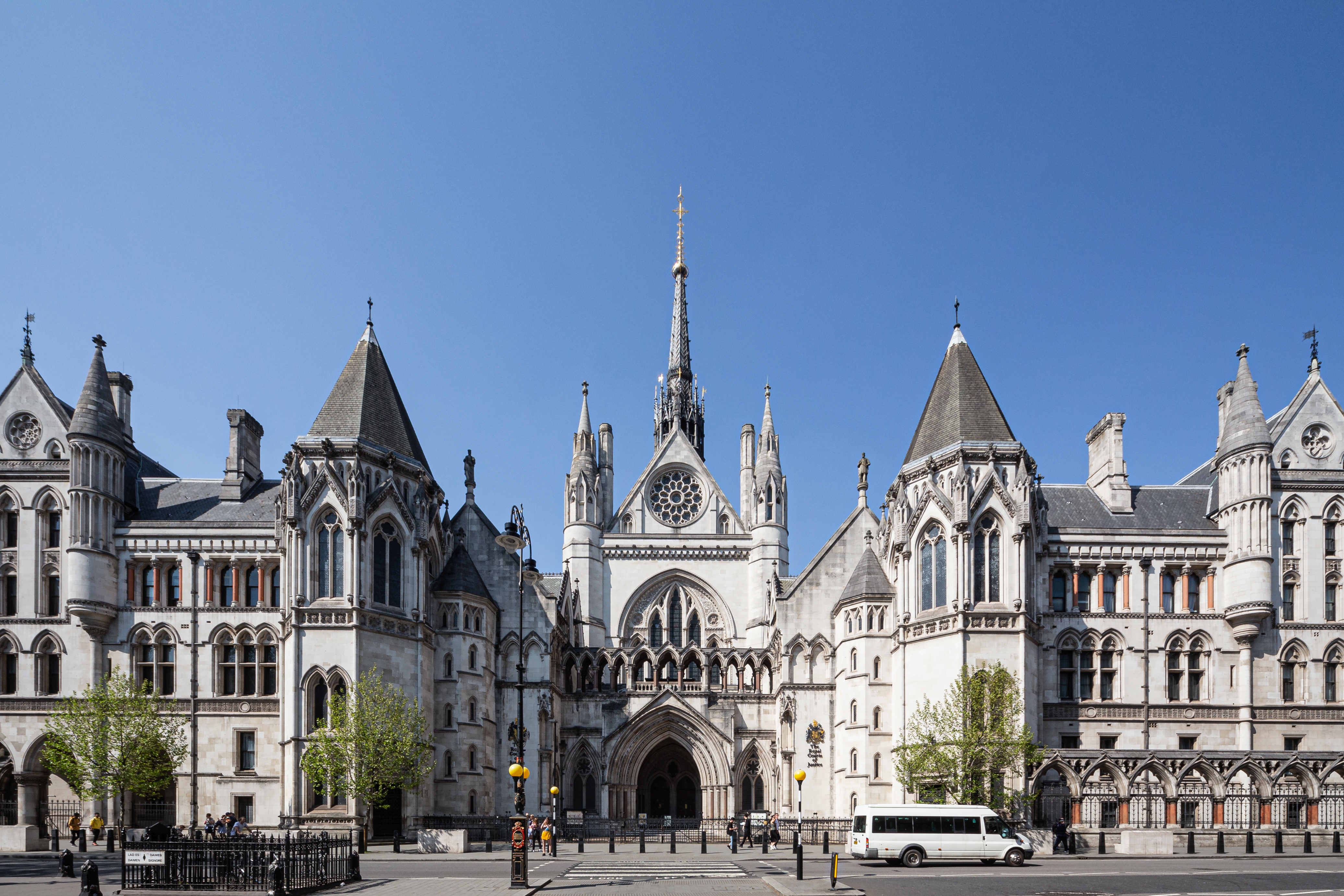
Los Reales Tribunales de Justicia en The Strand en Londres

El edificio más reconocible de Street es probablemente el de los Reales Tribunales de Justicia (en la actualidad la Corte Real de Justicia) en el Strand en Londres. El concurso por esto se prolongó y se expresó mucha diversidad de opiniones. Los jueces querían que Street hiciera los arreglos exteriores y Charles Barry el interior, mientras que un comité especial de abogados recomendó los diseños de Alfred Waterhouse. En junio de 1868, sin embargo, Street fue designado único arquitecto; pero el edificio no estaba completo en el momento de su muerte en diciembre de 1881.
Además de los Tribunales de Justicia, la mayor parte de la producción de Street con mucho fue para usos eclesiásticos, siendo el más grande la nave de la catedral de Bristol y la restauración de la catedral de la Santísima Trinidad de Dublín. Las más destacadas entre sus obras completas son el convento de Santa Margarita, en East Grinstead, y la universidad teológica de Cuddesdon. Otras iglesias de las que fue arquitecto fueron las iglesias romanas de Todos los Santos (Iglesia de Inglaterra) y de San Pablo Intramuros (episcopal estadounidense) y, también para la Iglesia Episcopal Americana, la catedral estadounidense en París, completada póstumamente por su hijo Arthur E Street en 1886. Su obra no fue exclusivamente en estilo neogótico, como muestra el dramático templo Licia-bizantino de Ralli's en el cementerio de Norwood, el románico reelaboración de la cercana iglesia de San Lucas y la reconstrucción de Todos los Santos en Roydon, en West Norfolk, en un estilo para que coincida con sus dos puertas normandas. Street también diseñó la capilla familiar en el castillo de Gwrych en Abergele. Denbighshire.

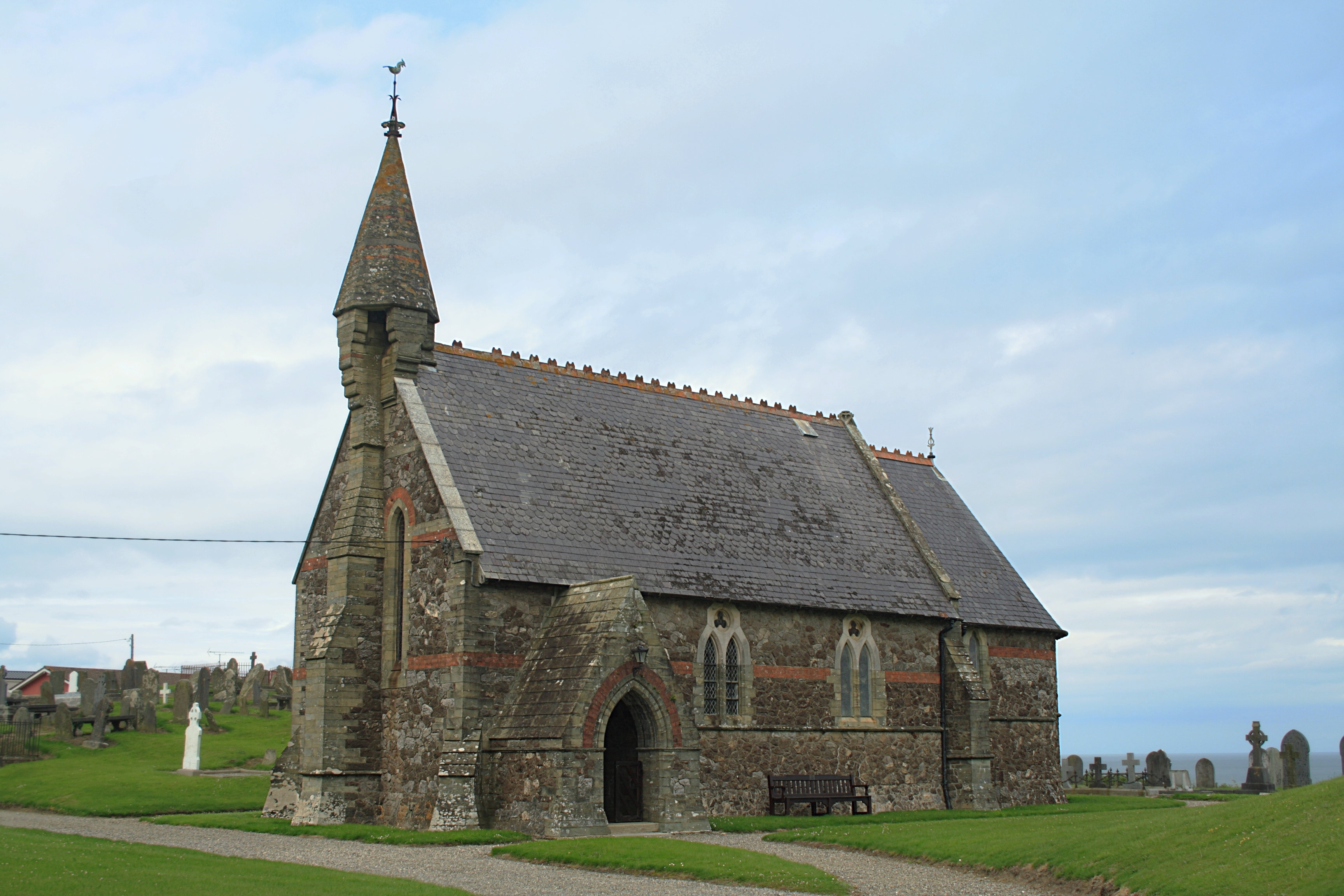
Iglesia de San Juan Evangelista, Ardamine, condado de Wexford

### Irlanda
Street llevó a cabo una serie de nuevas obras en Irlanda, incluida la pequeña iglesia de St. John the Evangelist en Ardamine, Co. Wexford, y la iglesia de Piltown, Co. Kilkenny. Su trabajo más significativo fue la controvertida reedificación de la histórica Catedral de la Santísima Trinidad de Dublín, en el curso de la cual fue responsable de demoler el coro que consideró «sin importancia histórica». Street diseñó la adyacente sala del Sínodo alrededor de la actual Iglesia de San Miguel del siglo XII. También restauró la Catedral de San Brígida, Kildare Town, que era una ruina sin techo cuando comenzó a trabajar. La catedral reabrió en 1896. Logró reconstruir los muros perdidos para que coincidieran con los restos que quedaban de los muros originales y la torre cuadrada.

## Sociedades y honores
Street fue elegido miembro asociado de la Royal Academy en 1866 y en miembro en 1871; en el momento de su muerte, era profesor de arquitectura en la Real Academia, donde había impartido un curso de conferencias sobre el desarrollo de la arquitectura medieval. También fue presidente del Royal Institute of British Architects. Fue miembro de la Real Academia de Viena, y en 1878, en recompensa por los dibujos enviados a la Exposición de París, fue nombrado caballero de la Legión de Honor.

## Pupilos
En 1856-1857, Philip Webb fue secretario principal de Street y el joven William Morris, uno de sus aprendices. Esos dos diseñadores trabajaron juntos en la Red House que se convirtió en un monumento a los principios de diseño de William Morris e incluye el trabajo de muchos de sus amigos ahora famosos. Otro aprendiz a principios de la década de 1870 fue el arquitecto canadiense Frank Darling.

## Vida personal

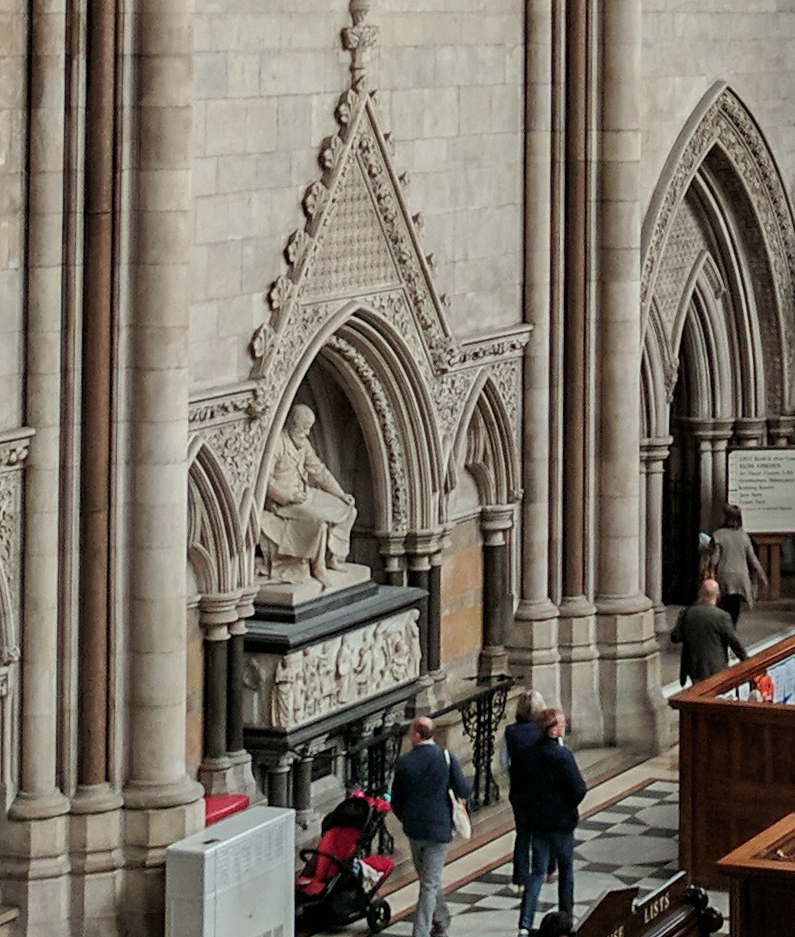
El monumento a G. E. Street en el salón principal de los Reales Tribunales de Justicia

Street se casó dos veces, primero el 17 de junio de 1852 con Marquita Proctor, segunda hija de Robert Proctor, quien murió en 1874 a los 44 años. Se conocieron cuando Street fue contratado para restaurar la iglesia en Hadleigh, en Essex, donde el rector era el tío de Marquita. Su segunda esposa fue Jessie Holland, segunda hija de William Holland. Se casaron el 11 de enero de 1876, pero ella murió ocho semanas después de la boda, habiendo contraído fiebre en su luna de miel en Roma. Su hijo, Arthur Edmund Street, nació en Oxford en 1855. Se unió a la oficina de su padre en 1878 y después de la muerte de su padre completó los proyectos que estaban en curso de construcción. Más tarde escribió una biografía de su padre que se publicó en 1888.
La muerte de Street, el 18 de diciembre de 1881 a los 57 años, fue acelerada por el exceso de trabajo y las preocupaciones profesionales relacionadas con la construcción de los tribunales de justicia. Fue enterrado el 29 de diciembre en la nave de la abadía de Westminster, adyacente a las tumbas de sir George Gilbert Scott y de sir Charles Barry. Un monumento a Street obra de Henry Hugh Armstead fue patrocinado por el Príncipe de Gales y sir Frederic Leighton y está ubicado en la sala central de los Reales Tribunales de Justicia; fue presentado el 24 de marzo de 1886 por lord Herschell, el lord Canciller.
Street era partidario de la tradición de la Iglesia alta de la Iglesia de Inglaterra. Durante muchos años fue churchwarden (director) de la iglesia de Todos los Santos, Margaret Street en Londres, construida en la década de 1850 como una "iglesia modelo" bajo la supervisión de la Sociedad Eclesiológica. Fue particularmente insistente en que todos los asientos en las iglesias deberían ser gratuitos, en lugar de estar sujetos a alquiler de bancos.